# Maurice Perrin
Maurice Perrin, född 26 oktober 1911 i Paris, död 2 januari 1992 i Plaisir, var en fransk tävlingscyklist.
Perrin blev olympisk guldmedaljör i tandem vid sommarspelen 1932 i Los Angeles.